# Чемпионат СССР по водному поло 1960
XX чемпионат СССР по водному поло (XVIII чемпионат для клубных команд) проходил с 11 апреля по 25 декабря 1960 года в Москве. Чемпионское звание выиграло московское «Динамо».

## Общая информация
Медали чемпионата разыграли 12 команд класса «А» в ходе двухкругового турнира в бассейне ЦСКА на Ленинградском проспекте. Первый круг соревнований прошёл по старым правилам, а второй — по новым, введённым Федерацией водного поло СССР с 1 декабря 1960 года: вместо двух таймов по 10 минут команды стали играть четыре периода по 5 минут, а в перерывах была разрешена неограниченная замена игроков.
После крупной победы в 19-м туре над «Торпедо» московское «Динамо» стало недосягаемым для соперников, в четвёртый раз подряд завоевав чемпионский титул и в третий раз подряд не проиграв по ходу сезона ни одного матча. Тбилисское «Динамо», ведомое капитаном и тренером Нодаром Гвахария, потерпело в чемпионате лишь одно поражение и стало серебряным призёром. В борьбе за бронзу ЦСКА опередил МГУ.
«Трудовые резервы» и ГСВГ, занявшие 11—12-е места, выбыли в класс «Б», уступив свои места в сильнейшем дивизионе львовскому «Динамо» и подмосковному «Труду».

## Турнирная таблица
|                                 | 1       | 2       | 3        | 4       | 5       | 6       | 7       | 8       | 9       | 10      | 11      | 12       | И  | В  | Н | П  | М      | О  |
| ------------------------------- | ------- | ------- | -------- | ------- | ------- | ------- | ------- | ------- | ------- | ------- | ------- | -------- | -- | -- | - | -- | ------ | -- |
| 1. «Динамо» (Москва)            |         | 3:3 3:2 | 4:3      | 6:5 4:0 | 5:3 8:1 | 7:4 7:2 | 4:3 7:0 | 4:2 5:1 | 4:2 6:0 | 2:0 5:2 | 9:1 6:1 | 4:2 7:1  | 22 | 21 | 1 | 0  | 114:41 | 43 |
| 2. «Динамо» (Тбилиси)           | 3:3 2:3 |         | 2:2 1:1  | 2:2     | 2:2 2:1 | 2:1 4:1 | 3:1 2:1 | 4:3 4:2 | 3:2 5:1 | 9:3 2:0 | 6:4 7:0 | 4:1 8:0  | 22 | 15 | 6 | 1  | 79:36  | 36 |
| 3. ЦСКА (Москва)                | 3:4     | 2:2 1:1 |          | 3:3 4:4 | 5:2     | 9:3 5:1 | 3:1 1:2 | 6:1 3:1 | 4:3 5:2 | 8:0 8:1 | 6:1 4:0 | 5:1 12:1 | 22 | 15 | 4 | 3  | 105:40 | 34 |
| 4. МГУ (Москва)                 | 5:6 0:4 | 2:2     | 3:3 4:4  |         | 3:3 2:2 | 4:2 3:3 | 8:2 2:1 | 6:5 4:3 | 6:0 2:1 | 3:1 2:0 | 5:1 3:2 | 4:3 4:2  | 22 | 13 | 7 | 2  | 77:52  | 33 |
| 5. ККФ (Баку)                   | 3:5 1:8 | 2:2 1:2 | 2:5      | 3:3 2:2 |         | 4:3 4:5 | 6:5 1:1 | 3:4 3:2 | 3:2 1:2 | 4:2 1:1 | 8:1 4:2 | 2:1 6:4  | 22 | 9  | 5 | 8  | 66:67  | 23 |
| 6. СКИФ (Киев)                  | 4:7 2:7 | 1:2 1:4 | 3:9 1:5  | 2:4 3:3 | 3:4 5:4 |         | 0:1 3:2 | 6:2 7:4 | 3:2 4:4 | 6:2 4:2 | 5:2 0:1 | 4:5 4:1  | 22 | 9  | 2 | 11 | 71:77  | 20 |
| 7. «Торпедо» (Москва)           | 3:4 0:7 | 1:3 1:2 | 1:3 2:1  | 2:8 1:2 | 5:6 1:1 | 1:0 2:3 |         | 2:3 1:1 | 4:3 1:1 | 3:4 4:1 | 5:0 1:0 | 5:1 5:3  | 22 | 8  | 3 | 11 | 51:57  | 19 |
| 8. «Балтика» (Ленинград)        | 2:4 1:5 | 3:4 2:4 | 1:6 1:3  | 5:6 3:4 | 4:3 2:3 | 2:6 4:7 | 3:2 1:1 |         | 0:4 3:2 | 3:2 3:3 | 3:1 3:4 | 4:4 4:1  | 22 | 6  | 3 | 13 | 57:79  | 15 |
| 9. СКИФ (Ленинград)             | 2:4 0:6 | 2:3 1:5 | 3:4 2:5  | 0:6 1:2 | 2:3 2:1 | 2:3 4:4 | 3:4 1:1 | 4:0 2:3 |         | 6:3 1:4 | 4:3 2:3 | 4:3 2:1  | 22 | 6  | 2 | 14 | 50:71  | 14 |
| 10. «Спартак» (Ленинград)       | 0:2 2:5 | 3:9 0:2 | 0:8 1:8  | 1:3 0:2 | 2:4 1:1 | 2:6 2:4 | 4:3 1:4 | 2:3 3:3 | 3:6 4:1 |         | 2:5 3:3 | 2:1 4:1  | 22 | 4  | 3 | 15 | 42:84  | 11 |
| 11. «Трудовые резервы» (Москва) | 1:9 1:6 | 4:6 0:7 | 1:6 0:4  | 1:5 2:3 | 1:8 2:4 | 2:5 1:0 | 0:5 0:1 | 1:3 4:3 | 3:4 3:2 | 5:2 3:3 |         | 1:2 4:3  | 22 | 5  | 1 | 16 | 40:91  | 11 |
| 12. ГСВГ (РСФСР)                | 2:4 1:7 | 1:4 0:8 | 1:5 1:12 | 3:4 2:4 | 1:2 4:6 | 5:4 1:4 | 1:5 3:5 | 4:4 1:4 | 3:4 1:2 | 1:2 1:4 | 2:1 3:4 |          | 22 | 2  | 1 | 19 | 42:99  | 5  |

## Матчи
Первый круг

1-й тур. 11 апреля
- «Динамо» М — «Балтика» — 4:2
- ЦСКА — «Торпедо» — 3:1
- «Динамо» Тб — СКИФ К — 2:1
- «Трудовые резервы» — «Спартак» — 5:2
- СКИФ Л — ГСВГ — 4:3
- МГУ — ККФ — 3:3

2-й тур. 12 апреля
- ККФ — ГСВГ — 2:1
- МГУ — «Балтика» — 6:5
- «Динамо» М — «Динамо» Тб — 3:3
- ЦСКА — СКИФ К — 9:3
- «Спартак» — «Торпедо» — 4:3
- СКИФ Л — «Трудовые резервы» — 4:3

3-й тур. 13 апреля
- «Динамо» Тб — МГУ — 2:2
- «Балтика» — ККФ — 4:3
- «Динамо» М — ЦСКА — 4:3
- СКИФ К — «Спартак» — 6:2
- «Торпедо» — СКИФ Л — 4:3
- ГСВГ — «Трудовые резервы» — 2:1

4-й тур. 14 апреля
- «Динамо» Тб — «Балтика» — 4:3
- МГУ — ЦСКА — 3:3
- ККФ — «Трудовые резервы» — 8:1
- «Динамо» М — «Спартак» — 2:0
- СКИФ К — СКИФ Л — 3:2
- «Торпедо» — ГСВГ — 5:1

5-й тур. 16 апреля
- ЦСКА — «Балтика» — 6:1
- МГУ — «Спартак» — 3:1
- «Динамо» М — СКИФ Л — 4:2
- «Динамо» Тб — ККФ — 2:2
- ГСВГ — СКИФ К — 5:4
- «Торпедо» — «Трудовые резервы» — 5:0

6-й тур. 17 апреля
- «Динамо» Тб — ЦСКА — 2:2
- «Балтика» — «Спартак» — 3:2
- МГУ — СКИФ Л — 6:0
- «Динамо» М — ГСВГ — 4:2
- ККФ — «Торпедо» — 6:5
- СКИФ К — «Трудовые резервы» — 5:2

7-й тур. 18 апреля
- «Динамо» Тб — «Спартак» — 9:3
- СКИФ Л — «Балтика» — 4:0
- МГУ — ГСВГ — 4:3
- «Динамо» М — «Трудовые резервы» — 9:1
- «Торпедо» — СКИФ К — 1:0
- ЦСКА — ККФ — 5:2

8-й тур. 20 апреля
- ККФ — СКИФ К — 4:3
- ЦСКА — «Спартак» — 8:0
- «Динамо» Тб — СКИФ Л — 3:2
- «Балтика» — ГСВГ — 4:4
- МГУ — «Трудовые резервы» — 5:1
- «Динамо» М — «Торпедо» — 4:3

9-й тур. 21 апреля
- ЦСКА — СКИФ Л — 4:3
- ККФ — «Спартак» — 4:2
- «Динамо» Тб — ГСВГ — 5:1
- «Балтика» — «Трудовые резервы» — 3:1
- МГУ — «Торпедо» — 8:2
- «Динамо» М — СКИФ К — 7:4

10-й тур. 23 апреля
- СКИФ Л — «Спартак» — 6:3
- ЦСКА — ГСВГ — 5:1
- «Динамо» М — ККФ — 5:3
- «Динамо» Тб — «Трудовые резервы» — 6:4
- «Балтика» — «Торпедо» — 3:2
- МГУ — СКИФ К — 4:2

11-й тур. 24 апреля
- «Спартак» — ГСВГ — 2:1
- ЦСКА — «Трудовые резервы» — 6:1
- «Динамо» Тб — «Торпедо» — 3:1
- ККФ — СКИФ Л — 3:2
- СКИФ К — «Балтика» — 6:2
- «Динамо» М — МГУ — 6:5

Второй круг

12-й тур. 12 декабря
- «Динамо» М — «Балтика» — 5:1
- «Торпедо» — ЦСКА — 2:1
- «Динамо» Тб — СКИФ К — 4:1
- «Спартак» — «Трудовые резервы» — 3:3
- СКИФ Л — ГСВГ — 2:1
- МГУ — ККФ — 2:2

13-й тур. 13 декабря
- ККФ — ГСВГ — 6:4
- МГУ — «Балтика» — 4:3
- «Динамо» М — «Динамо» Тб — 3:2
- ЦСКА — СКИФ К — 5:1
- «Торпедо» — «Спартак» — 4:1
- «Трудовые резервы» — СКИФ Л — 3:2

14-й тур. 14 декабря
- «Динамо» Тб — МГУ — 2:2
- ККФ — «Балтика» — 3:2
- «Динамо» М — ЦСКА — 4:3
- СКИФ К — «Спартак» — 4:2
- СКИФ Л — «Торпедо» — 1:1
- «Трудовые резервы» — ГСВГ — 4:3

15-й тур. 15 декабря
- «Динамо» Тб — «Балтика» — 4:2
- МГУ — ЦСКА — 4:4
- ККФ — «Трудовые резервы» — 4:2
- «Динамо» М — «Спартак» — 5:2
- СКИФ К — СКИФ Л — 4:4
- «Торпедо» — ГСВГ — 5:3

16-й тур. 17 декабря
- ЦСКА — «Балтика» — 3:1
- МГУ — «Спартак» — 2:0
- «Динамо» М — СКИФ Л — 6:0
- «Динамо» Тб — ККФ — 2:1
- СКИФ К — ГСВГ — 4:1
- «Торпедо» — «Трудовые резервы» — 1:0

17-й тур. 18 декабря
- «Динамо» Тб — ЦСКА — 1:1
- «Балтика» — «Спартак» — 3:3
- МГУ — СКИФ Л — 2:1
- «Динамо» М — ГСВГ — 7:1
- ККФ — «Торпедо» — 1:1
- «Трудовые резервы» — СКИФ К — 1:0[3]

18-й тур. 19 декабря
- «Динамо» Тб — «Спартак» — 2:0
- «Балтика» — СКИФ Л — 3:2
- МГУ — ГСВГ — 4:2
- «Динамо» М — «Трудовые резервы» — 6:1
- СКИФ К — «Торпедо» — 3:2
- ЦСКА — ККФ — 5:2

19-й тур. 21 декабря
- СКИФ К — ККФ — 5:4
- ЦСКА — «Спартак» — 8:1
- «Динамо» Тб — СКИФ Л — 5:1
- «Балтика» — ГСВГ — 4:1
- МГУ — «Трудовые резервы» — 3:2
- «Динамо» М — «Торпедо» — 7:0

20-й тур. 22 декабря
- ЦСКА — СКИФ Л — 5:2
- «Спартак» — ККФ — 1:1
- «Динамо» Тб — ГСВГ — 8:0
- «Трудовые резервы» — «Балтика» — 4:3
- МГУ — «Торпедо» — 2:1
- «Динамо» М — СКИФ К — 7:2

21-й тур. 24 декабря
- «Спартак» — СКИФ Л — 4:1
- ЦСКА — ГСВГ — 12:1
- «Динамо» М — ККФ — 8:1
- «Динамо» Тб — «Трудовые резервы» — 7:0
- «Балтика» — «Торпедо» — 1:1
- МГУ — СКИФ К — 3:3

22-й тур. 25 декабря
- «Спартак» — ГСВГ — 4:1
- ЦСКА — «Трудовые резервы» — 4:0
- «Динамо» Тб — «Торпедо» — 2:1
- СКИФ Л — ККФ — 2:1
- СКИФ К — «Балтика» — 7:4
- «Динамо» М — МГУ — 4:0

## Призёры
«Динамо» (Москва): Сергей Вахтин, Юрий Григоровский, Борис Гришин, Василий Карманов, Анатолий Карташов, Владимир Клименко, Пётр Мшвениерадзе, Сергей Некрасов, Владимир Новиков, Юрий Шляпин, Анатолий Шуберт. Тренер — Николай Малин.
 «Динамо» (Тбилиси): Константин Аванесян, Нодар Гвахария, Лери Гоголадзе, Р. Джанашвили, Зураб Ломидзе, Борис Мегедь, Отар Миминошвили, Виктор Романов, Джумбер Циклаури, Гиви Чикваная, Ираклий Чхиквадзе. Тренер — Нодар Гвахария.
 ЦСКА: Игорь Грабовский, Игорь Зингер, Юрий Копейкин, Юрий Коротков, Алексей Куцев, Георгий Лезин, Сурен Маркаров, Валентин Прокопов, Владимир Семёнов, Владимир Сомов, Александр Шидловский. Тренер — Николай Простяков.